# Sidney Akeem
Sidney Iking Bateman (Memphis, Tennessee, 13 de marzo de 1993) es un luchador profesional y exacróbata estadounidense. Es conocido por haber trabajado para la empresa WWE, donde se presentó bajo los nombres de Scrypts (usualmente estilizado en mayúsculas como SCRYPTS) y Reggie. 
Entre sus logros, destacada cuatro reinados como Campeón 24/7 de WWE, siendo el primero que tuvo el más largo en la historia de dicho título.

## Carrera

### WWE (2020-2024)

#### Presentaciones iniciales (2020-2022)
El 14 de enero de 2020, Bateman firmó un contrato con WWE. En el episodio del 11 de diciembre de SmackDown, Bateman, bajo el nombre de Reginald Thomas, poco después abreviado a Reginald, debutó como el sommelier francés de Carmella, donde ayudaría a Carmella durante su enemistad con Sasha Banks. En el episodio del 22 de enero de 2021 de SmackDown, Reginald hizo su debut en el ring en una lucha intergénero, enfrentándose a Banks en un esfuerzo perdedor. Su relación con Carmella terminó en el episodio del 5 de marzo de SmackDown, cuando ella lo despidió. Después de una breve alianza con Sasha Banks, Reginald dirigió el equipo de Nia Jax y Shayna Baszler de marzo a julio, pero el equipo se volvió contra él en el episodio del 19 de julio de Raw. Más tarde esa noche, ganó el Campeonato 24/7 de la WWE cuando cubrió a Akira Tozawa, marcando su primera victoria en el título de la WWE.
En el episodio del 30 de julio de SmackDown, su nombre en el ring se redujo a Reggie. Además de acortar su nombre, también abandonó su acento francés, afirmando que en realidad no era francés y que solo había actuado como si lo fuera porque Carmella necesitaba un sommelier y le abrió la puerta para convertirse en luchador de la compañía.
Durante las semanas siguientes, Reggie eludía con éxito los intentos de Tozawa y R-Truth por arrebatarle el título, defendiéndolo también en ediciones de Raw ante el mismo Tozawa. Sin embargo el 8 de noviembre perdió el campeonato a manos de Drake Maverick cuando lo cubrió al distraerse con Truth y The Hurt Business (Shelton Benjamin y Cedric Alexander). Lo recuperó instantes después al cubrir al mismo Maverick tras una seguidilla de coberturas entre éste, Tozawa y los comentaristas Corey Graves y Byron Saxton. El 22 de noviembre en Raw, Reggie enfrentó a Alexander por el título, el cual perdió, aunque Alexander perdería instantáneamente ante Dana Brooke.
En el episodio del 14 de febrero de 2022 de Raw, Reggie ganó el campeonato por tercera vez al cubrir a Brooke después de una cena de San Valentín ante los intentos de Tozawa y R-Truth de capturarlo. No obstante, lo perdió ante Brooke una semana después. Luego de esto, ambos comenzaron a salir, y Reggie una vez más la ayudó a retener el título. En el episodio del 28 de marzo en Raw, se comprometieron (kayfabe). En el episodio del 18 de abril de Raw durante su boda, cubrió a Brooke para ganar el título por cuarta vez. Sin embargo, lo perdió a manos de Tamina.

#### NXT (2022-2024)
A fines de octubre, comenzaron a transmitirse viñetas misteriosas en NXT que fueron realizadas por una persona bajo el alias Scrypts, un personaje aparentemente rebelde que afirmó tener habilidades incomparables y derribaría a NXT. Se emitieron más viñetas durante las próximas semanas y en el episodio del 22 de noviembre de NXT, Reggie debutó para la marca como el misterioso Scrypts, cambiando oficialmente su nombre de ring y personaje. En diciembre, tuvo una breve rivalidad con Ikemen Jiro después de quitarle la chaqueta, vencerlo en el episodio del 27 de diciembre de NXT y devolverle la chaqueta después. 
En el episodio del 27 de enero de 2023 de NXT Level Up, Scrypts derrotó a Oro Mensah. Dos semanas después, sufrió una derrota contra Axiom. En el episodio del 28 de marzo de NXT, Scrypts compitió en una batalla real de 20 hombres para reclamar un lugar en el combate por el Campeonato Norteamericano de NXT en Stand & Deliver, eliminando a Malik Blade pero se eliminó a sí mismo después de darse la vuelta. la cuerda superior. En el episodio del 2 de mayo de NXT , Axiom derrotó a Scrypts y después del combate, Axiom le quitó la máscara a Scrypts y su identidad fue revelada. El 23 de mayo, Scrypts se daría la vuelta al salvar a Axiom de un ataque de Dabba-Kato. También se hizo referencia a su época anterior como Reggie, y aunque Scrypts confirmó que ese era su nombre real, usa el nombre de Scrypts como un apodo que le dio su "gente", antes de forjar una alianza incómoda con Axiom . En la edición del 18 de julio de NXT, Scrypts se enfrentó a Axiom y se alió con los debutantes Bronco Nima y Lucien Price durante su lucha programada, volviendo así a heel una vez más. En el episodio del 27 de septiembre de 2023 de NXT, el grupo de Scrypts, Nima y Price recibieron el nombre de Out The Mud (OTM). En NXT No Mercy, interfirió a favor de Nima y Price durante su lucha por los Campeonatos en Parejas de NXT, sin embargo fue atacado por Ivy Nile, además que sus compañeros perdieron. Posteriormente junto a sus compañeros de O.T.M tuvieron un corto feudo con Chase U que los llevó a que O.T.M obtuvieran una oportunidad por los Campeonatos en Parejas de NXT.
Ya en 2024, sus compañeros de O.T.M se enfrentaron a The Family (Tony D'Angelo & Channing "Stacks" Lorenzo) por los Campeonatos en Parejas de NXT y durante el combate intentó interferir a favor de Nima & Price sin embargo fue perjudicado por Adriana Rizzo, perdiendo O.T.M, lo que lo llevó a su grupo a buscar una mujer con la cual hacer negocios y contrarrestar a The Family. En NXT Vengeance Day, sus compañeros de O.T.M (Bronco Nima, Lucien Price & Jaida Parker) se enfrentaron a The Family (Adriana Rizzo, Tony D'Angelo & Channing "Stacks" Lorenzo), sin embargo perdieron, terminando así su feudo. Posteriormente sus compañeros intentaron buscar otra oportunidad por los Campeonatos en Parejas de NXT, sin éxito alguno. En el episodio de NXT Level Up emitido el 29 de marzo, fue derrotado por Je'Von Evans sorpresivamente con un "Roll-Up", empezando así un feudo, y a la siguiente semana en el episodio de NXT Level Up emitido el 5 de abril, junto a Bronco Nima & Lucien Price derrotaron a Je’Von Evans, Tyriek Igwe & Tyson Dupont, unos días después, se enfrentó a Je'Von Evans (quien realizaba su debut televisivo), sin embargo perdió. El 1 de mayo de 2024, Scrypts fue liberado de su contrato por WWE.

## Vida personal
Bateman es padre y solía actuar en el circo, especialmente para el Cirque du Soleil.

## Campeonatos y logros
- World Wrestling Entertainment/WWE
  - WWE 24/7 Championship (4 veces)[6]

- Pro Wrestling Illustrated
  - Situado en el #490 de los PWI 500 en 2022[7]